# Florentius Antonius Ingen Housz
Florentius Antonius Ingen Housz (Breda, 21 januari 1849 - Den Haag, 17 januari 1890) was een Nederlands arts te Leiden.

## Loopbaan
Ingen Housz huwde met Aletta Emerentia Maria Beijerman. Hij promoveerde op 8 juli 1881 bij D. Doyer te Leiden op de dissertatie De Adenoide Vegetatien der Neuskeelholte.